# Give Me Fire
Give Me Fire (Дај ми ватру) је пети студијски албум шведске рок групе Мандо диао, издат 13. фебруара 2009. године. Важи за њихов најуспешнији и најпродаванији албум, и дебитовао је на првом месту листа најбољих албума у Немачкој, Аустрији и Швајцарској и другом месту у Шведској. Као синглови са албума издвојиле су се песме „Dance With Somebody“, „Gloria“ и „Mean Street“, од којих је први постигао највећи успех. Све песме на албуму написали су чланови бенда Бјорн Диксгорд и Густав Норјен.

## Информације о албуму
Мандо диао су албум Give Me Fire снимали током целе 2008. и почетком 2009. године. Према речима чланова бенда, на музички стил њиховог новог албума највише су утицали Мајкл Џексон, Марвин Геј и црначка музика 1960–их и 1970–их, као и музика двојца Ленон–Макартни, која је била основна инспиранција бенду 1999. О свом новом албуму, Мандо диао су рекли:
Ватра је нешто о чему смо пуно разговарали… Већ дуго времена свирамо заједно и постали смо много бољи, тако да можемо себи да дозволимо да разговарамо о апстрактним појмовима као што је ватра. У овом послу, најбитније је имати ватру у себи.
Певач и гитариста групе Густав Норјен је додао:
Ватра је оно најбитније. Ја можда немам највећи мозак и нисам најпаметнији, али зато имам највећу ватру у целој Шведској. Give Me Fire (Дај ми ватру) је, на неки начин, врста молитве Њему да нам да ватру, да нам да енергију.
Норгјен и Бјорн Диксгорд су такође изјавили да су, пишући песме на албуму, у глави снимали неки свој филм, инспирисани филмом Твин Пикс и раним радовима Квентина Тарантина:
Ми смо, иначе, покушавали да направимо филм. Тај филм би имао исту радњу, исту кулминацију, али и исту атмосферу као холивудски филмови седамдесетих. Хтели смо јурњаву колима, љубавну сцену, сцену секса, неки драматичан крај, али и мало комедије, неки мрачан почетак… Хтели смо баш велики филм. Идеја је била да људи имају слике у глави док слушају музику. Зато смо одлучили да направимо овај албум. Иначе, поред тога, то је само албум са тринаест песама, тринаест поп песама, тринаест најбољих песама које имамо у овом тренутку.
Албум садржи рока са једва приметним призвуком денса, са наглашеним басом, бубњевима и удараљкама. Завршни микс албума урађен је у Лос Анђелесу. Give Me Fire достигао је друго место на листи најбољих албума у Шведској, 38. место у Холандији, 39. место у Гчкој, и прво место у Немачкој, Аустрији и Швајцарској, а важи и за њихов најуспешнији и најпродаванији албум.
20. јуна 2009. Мандо диао су извели специјалну верзију свог сингла „Dance With Somebody“, названу „Fight With Somebody“ (Борити се с неким) пред почетак меча Владимира Кличка против Руслана Чагајева. Током промотивне Give Me Fire турнеје, група је одржала успешан концерт у оквиру EXIT фестивала у Новом Саду.

## Листа песама
| #   | Назив                   | Превод назива                 | Трајање |
| 1.  | „“                      | Бели капут са плавим линијама | 04:22   |
| 2.  | „Dance With Somebody“   | Играти са неким               | 05:18   |
| 3.  | „Gloria“                | Глорија                       | 04:17   |
| 4.  | „“                      | Високе штикле                 | 03:48   |
| 5.  | „Mean Street“           | Зла улица                     | 04:32   |
| 6.  | „Maybe Just Sad“        | Можда само тужан              | 04:05   |
| 7.  | „A Decent Life“         | Пристојан живот               | 01:45   |
| 8.  | „Give Me Fire“          | Дај ми ватру                  | 04:01   |
| 9.  | „Crystal“               | Стакло                        | 06:11   |
| 10. | „Come On, Come On“      | Хајдемо, хајдемо              | 04:13   |
| 11. | „Go Out Tonight“        | Изаћи вечерас                 | 04:53   |
| 12. | „You Got Nothing on Me“ | Не поседујеш ништа на мени    | 05:07   |
| 13. | „The Shining“           | Сјај                          | 19:22   |

## Позиције на листама и сертификације
| Држава     | Позиција |
| Шведска    | 2        |
| Немачка    | 1        |
| Аустрија   | 1        |
| Швајцарска | 1        |
| Холандија  | 38       |
| Грчка      | 39       |

| Држава   | Сертификација |
| Немачка  | Златни тираж  |
| Аустрија | Златни тираж  |